# Bătălia de la Raqqa (2017)
Bătălia de la Raqqa a fost a cincea fază a Campaniei Raqqa lansate de Forțele Democratice Siriene (FDS) împotriva Statul Islamic în Irak și Levant (SIIL) în orașul sirian Raqqa, capitala de facto a „Califatului”. Bătălia a început pe 6 iunie 2017 și a fost sprijinită cu lovituri aeriene și trupe terestre de coaliția condusă de Statele Unite. Operațiunea militară a fost numită „Marea bătălie” de către FDS. Luptele s-au desfășurat parțial în paralel cu Ofensiva de la Mosul, ca parte a eforturilor Coaliției internaționale și a aliaților săi de a alunga Statul Islamic din centrii săi regionali de putere și de a-l priva de calitatea de „califat fizic”. Bătălia s-a terminat pe 17 octombrie 2017, Forțele Democratice Siriene capturând întreg orașul.

## Context
În 2015, Statul Islamic a început să fortifice orașul și împrejurimile sale cu buncăre și o rețea de tuneluri.
În iunie 2017, Raqqa rămăsese singurul oraș sirian major aflat sub controlul Statului Islamic și, din acest motiv, era centrul efectiv de operațiuni al grupării. Din cauza marelui număr de luptători străini, Raqqa devenise locul de planificare a atacurilor teroriste împotriva orașelor europene. Campania Raqqa a fost lansată de FDS pe 6 noiembrie 2016, în încercarea de a elibera orașul, și a dus mai întâi la capturarea de către FDS a unor suprafețe mari din teritoriul Guvernoratului Raqqa ocupate anterior de SIIL, inclusiv orașul Al-Thawrah și infrastructura barajelor Tabqa și Baas.
Circa 500 de membri ai forțelor speciale americane acționează pe teren în nordul Siriei în sprijinul Campaniei Raqqa. Statele Unite și ceilalți membri ai coaliției internaționale furnizează armament greu, colectează informații, asigură comunicațiile și alte tipuri de asistență necesară FDS. Bătălia a început în ajunul unei perioade tumultoase pentru coaliție, tensiunile interne crescând din cauza crizei qatareze, după suspendarea de către mai mulți membri ai coaliției a relațiilor diplomatice cu Qatarul, acțiune sprijinită public de președintele Donald Trump.
Unii locuitori au afirmat că militanții SIIL ar fi părăsit în mare parte Raqqa și s-ar fi deplasat spre Deir ez-Zor, anticipând atacul iminent asupra „capitalei” lor. Se speculează că gruparea va ataca orașul, deținut actualmente de forțele guvernamentale siriene, în încercarea de a-l transforma într-o ultimă redută.
AFP a raportat că 20 de civili au fost uciși într-un raid al coaliției conduse de Statele Unite, în timp ce încercau să părăsească Raqqa într-o barcă, pe râul Eufrat. Evenimentul a fost raportat și de Al Jazeera, care însă a precizat că nu se cunoaște sursa bombardamentului.

## Ostilitățile

### Intrarea în Raqqa

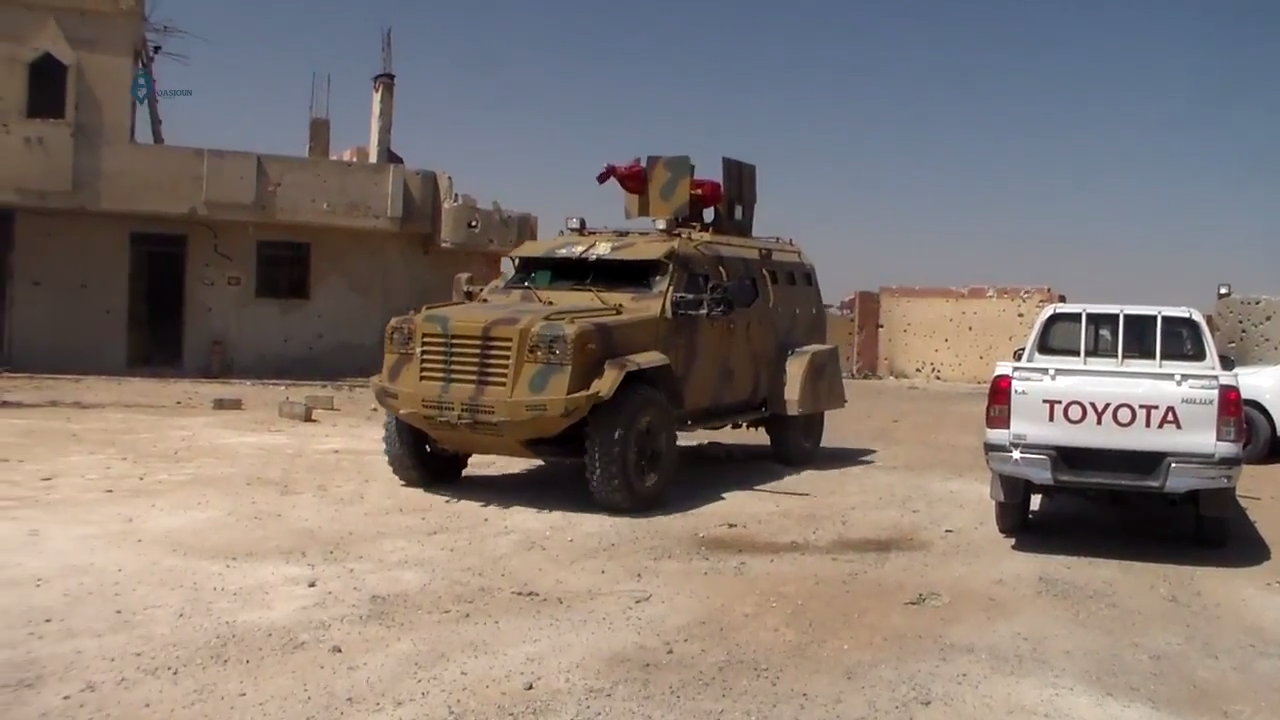
Un MRAP al FDS și o camionetă în Raqqa

Forțele Aeriene ale S.U.A. au efectuat puternice lovituri aeriene în Raqqa în ziua anterioară începerii ostilităților. Bătălia a fost lansată oficial de FDS în zorii zilei de 6 iunie 2017, iar atacul a fost inițiat din trei direcții, dinspre nordul, estul și vestul Raqqăi. Sprijinite de loviturile aeriene americane, Forțele Democratice Siriene au atacat fosta bază a Diviziei a 17-a a Armatei Siriene, situată la nord de Raqqa, și districtul Mashlab din sud-estul orașului. La sfârșitul zilei, FDS capturaseră peste jumătate din districtul Mashlab și intraseră și în districtul Andalus din nord-vest. De asemenea, FDS ocupaseră satul al-Jazra.
Pe 7 iunie, FDS a capturat ruinele unei fortărețe de la marginea orașului, iar un oficial american al coaliției a declarat că atacul urma să fie accelerat. În aceeași zi, FDS au eliberat districtul Tell Harqal din Raqqa.
Brett H. McGurk, trimisul special responsabil peste coaliția condusă de S.U.A., a sugerat că luptele din oraș vor fi accelerate de eșecul SIIL în Bătălia de la Mosul, dar a afirmat că forțele coaliției sunt pregătite pentru „o bătălie dificilă și de foarte lungă durată”.
Pe 8 iunie, FDS au intrat în fosta bază militară a Diviziei 17 a Armatei Siriene și în fosta fabrică de zahăr din vecinătate, dar au fost până la urmă obligate să se retragă din cauza pierderilor suferite ca urmare a rezistenței îndârjite opuse de jihadiștii Statului Islamic.
În noaptea următoare, avioanele Coaliției au bombardat puternic orașul, ucigând 23 de civili. În același timp, Forțele Democratice Siriene, susținute de forțe speciale, au reușit să captureze aproape întreg cartierul al-Mashlab. În ziua următoare, FDS au intrat în cartierul Sabahiyah avansând dinspre vest și au ocupat restul cartierului al-Mashlab în doar câteva ore.

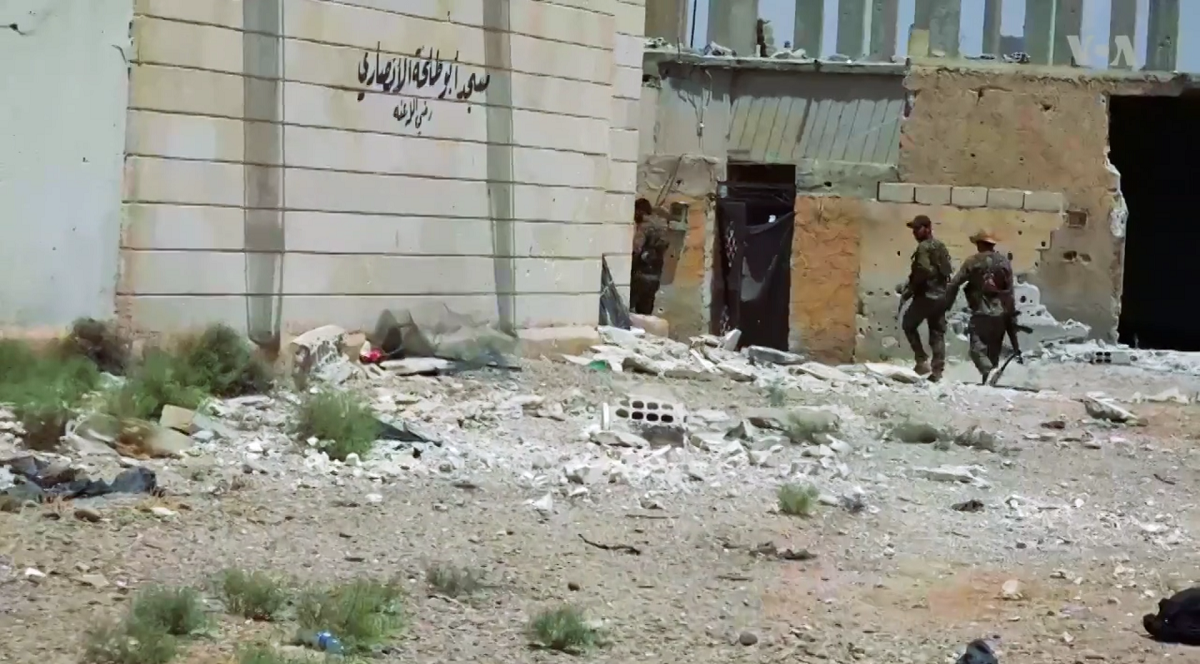
Luptători FDS patrulând o zonă distrusă din suburbiile Raqqăi.

Pe 10 iunie, forțele FDS au intrat în suburbia romană a Raqqăi și erau angajate „în lupte înverșunate” în timp ce încercau să securizeze jumătatea vestică a Al-Sabahiya. Coaliția internațională a făcut și ea public faptul că a distrus numeroase ținte în Raqqa între 7-9 iunie: un câmp de mine, 11 posturi de luptă, patru vehicule, trei cartiere generale ale SIIL, două mașini capcană și o clădire deținută de Statul Islamic. La sfârșitul zilei, FDS reușiseră să preia controlul asupra suburbiei Harqaliya. În timpul luptelor, s-a raportat că forțele aeriene americane au utilizat de câteva ori muniție cu fosfor alb în timp ce mii de civili sunt încă blocați în Raqqa. Un purtător al armatei S.U.A. nici nu a confirmat, dar nici nu a infirmat rapoartele.
Până pe 11 iunie, 79 de civili își pierduseră viața. La acea dată, luptătorii SDF au capturat „largi părți” din suburbia romană și au avansat în cartierul al-Sinaa și Piața al-Hal din vecinătatea malului de nord a râului Eufrat. Militanții SIIL au atacat fabrica de zahăr capturată de Forțele Democratice Siriene, trei zile mai devreme, în nordul orașului.
Pe 12 iunie, forțele FDS au început operațiunea de eliberare a cartierelor al-Sinaa și al-Hattin, precum și a zonei industriale al-Sinaa. FDS au capturat satul Sahil, situat la sud-vest de Raqqa, în urma unor lupte cu militanții SIIL care au durat toată noaptea de 11/12 iunie.
Pe 14 iunie, trupele FDS au intrat în cartierul al-Berid din partea de vest a Raqqăi, după lupte intense în care un atentator sinucigaș al SIIL a fost ucis.
Pe 15 iunie, trupele FDS au capturat cartierul al-Sinaa și au intrat în cartierul Batani. Câțiva militari ai CJTF-OIR au fost răniți de un vehicul capcană plantat de SIIL în cartierul al-Sinaa.
Pe 18 iunie, Forțele Democratice Siriene au eliberat satul Kasrat Sheyh Juma, situat la sud de Raqqa, după confruntări violente cu militanții Statului Islamic. Kurzii au capturat o seră în sudul orașului, precum și cartierul Batani.

### Încercuirea orașului

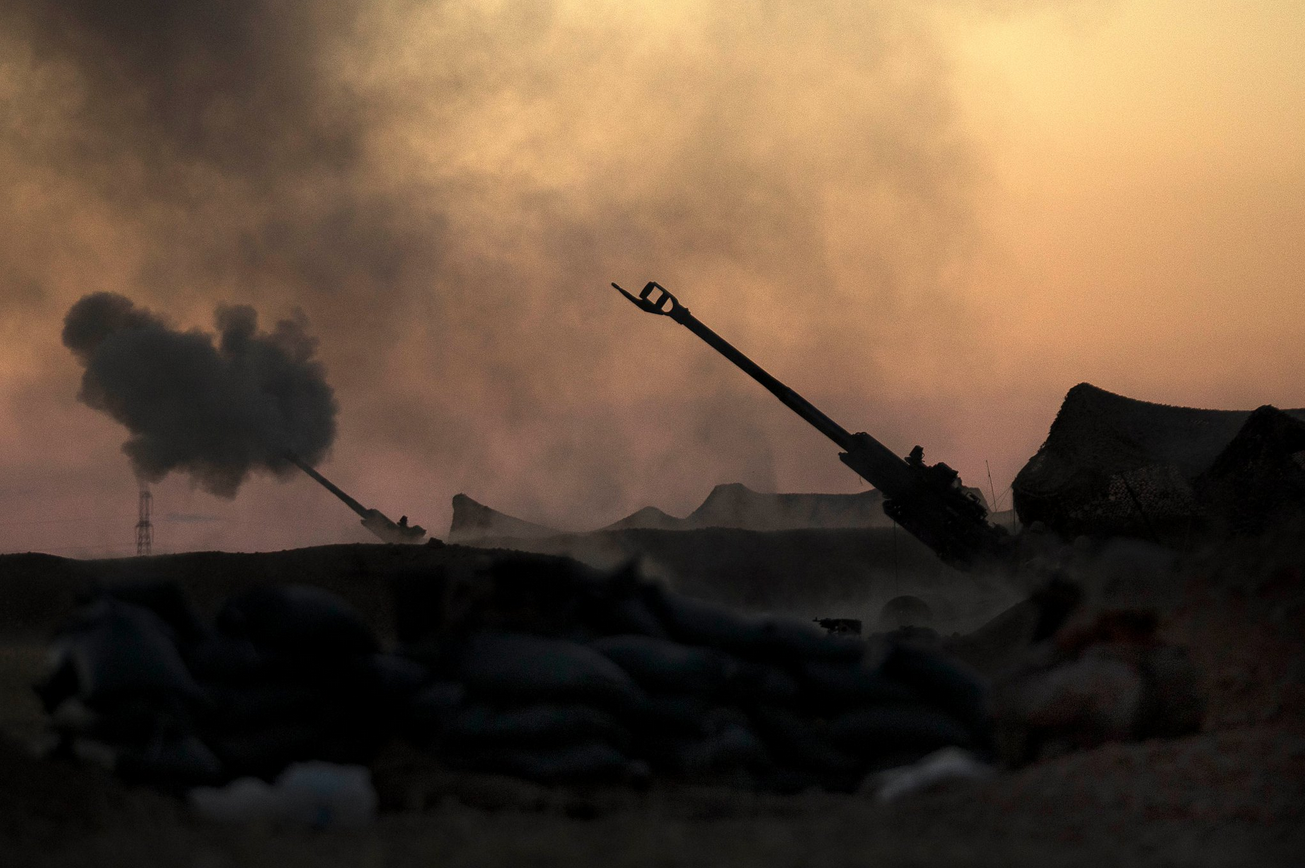
Artileriști ai US Marine Corps asigură sprijin prin foc forțelor FDS.

Pe 19 iunie, Statul Islamic a contraatacat în zona zidurilor orașului vechi și a reușit să încercuiască un grup de luptători ai FDS, printre ei și membri ai Forțelor de Elită (FE). Forțele de Elită au încercat să spargă încercuirea camarazilor lor și au doborât o dronă de bombardament a SIIL, iar apoi au reușit să străpungă apărarea SIIL și să ajungă la cei 15 militari asediați la poarta Bab Baghdad a orașului vechi. În decursul acestei operațiuni, FE au pierdut primul lor membru în bătălia de la Raqqa, al patrulea în total în cursul Operațiunii „Mânia Eufratului”. Ziua următoare, FDS, sprijinite de lovituri aeriene foarte puternice, au continuat să avanseze în nord-vestul Raqqăi, în ciuda încercărilor „disperate” ale militanților SIIL de a le stopa progresul. Un contraatac al SIIL în districtul Batani a fost respins.
Pe 20 iunie, forțele FDS au declanșat operațiunea de capturare a cartierului Kasrat al-Faraj din sudul orașului. De asemenea, militanții SIIL au atacat luptătorii FDS în zona adiacentă podului spre oraș din sud, unde FDS au distrus două motociclete-capcană și o mitralieră DȘK de calibrul 23,5 mm.
Pe 23-24 iunie, FDS au început un asalt împotriva districtului Qadisiya, ceea ce a condus la lupte violente în zonă. În ziua următoare, Forțele Democratice Siriene au încercuit complet și au declanșat asediul orașului Raqqa, blocând în interiorul lui 4.000 de militanți ai Statului Islamic.
Pe 25 iunie, FDS au capturat vestul districtului Qadisiya din Raqqa după trei zile de lupte, în timp ce SIIL a lansat un contraatac major, acesta ducând la lupte extrem de grele. Însă în ziua următoare, FDS au reușit să ocupe întregul district, acesta devenind al șaselea din oraș aflat sub controlul FDS. În replică, SIIL au lansat contraatacuri în mai multe puncte din oraș și pe malul sudic al râului Eufrat, dar acestea au fost respinse. La sfârșitul zilei, FDS preluaseră și controlul asupra satului al-Farkha din sud-vestul Raqqăi. Ryan Dillon, purtător de cuvânt al CJTF–OIR, a remarcat ca rezistența SIIL crește pe măsură ce trupele FDS avansează în oraș.
Pe 27 iunie, FDS au lansat un atac împotriva orașului vechi, dar acesta a fost respins de SIIL. În schimb, FDS au capturat satul al-Ghota, situat la sud de Raqqa.
Pe 28-29 iunie, forțele FDS s-au ciocnit cu militanții SIIL în apropierea unei grădinițe din cartierul Ar-Ruda, situat în estul Raqqăi, ucigând 8 jihadiști. Trupele FDS au intrat și în cartierul al-Nahda din vestul Raqqăi, unde au avut loc lupte grele, conducând la uciderea a 19 luptători ai SIIL.
S-a făcut public faptul că FDS au încercuit complet orașul Raqqa, tăind jihadiștilor Statului Islamic orice rută de scăpare. Lupte între FDS  și militanții SIIL au fost declanșate și în cartierele al-Yarmouk și Huteen din vestul Raqqăi, în timp ce SDF au capturat un alt sat la sud de oraș. Totuși, printr-un contraatac masiv pe 30 iunie, în care au folosit numeroase mașini-capcană, militanții Statului Islamic au reocupat cartierul al-Sinaa.
Pe 30 iunie, FDS au început să impună un asediu orașului.

### FDS avansează în orașul vechi

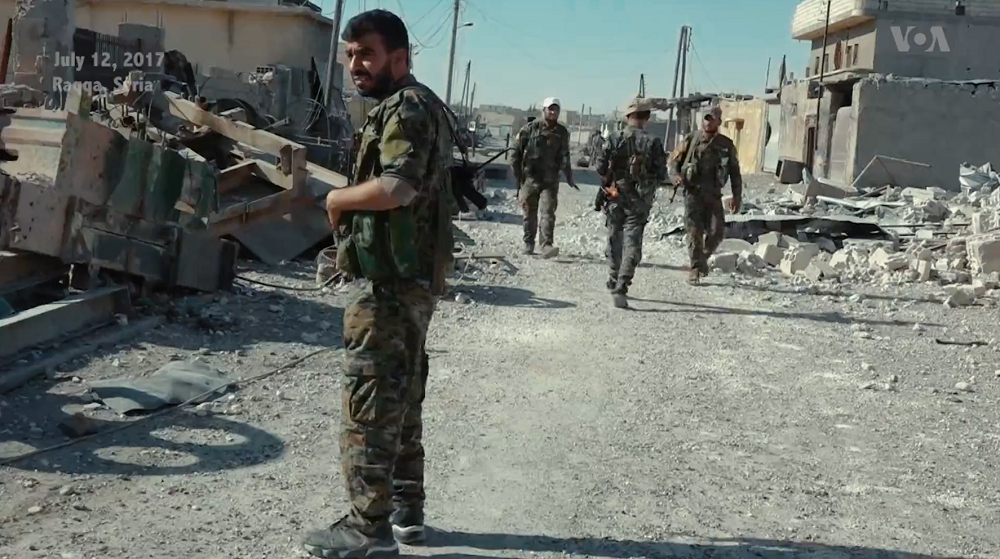
Luptători FDS printre ruinele din centrul Raqqăi.

În cursul zilelor de 1-2 iulie, luptătorii FDS au curățat piața al-Hal din estul Raqqăi de militanți SIIL și au continuat să avanseze în alte cartiere sprijiniți cu puternice lovituri aeriene de CJTF–OIR. Ratla, un sat la sud-est de oraș, a căzut și el în mâinile FDS.
Pe 3 iulie, Forțele Democratice Siriene au intrat în cartierul Hashim Bin al-Melek din sudul orașului și în cartierul al-Yarmouk din vest. 
În noaptea de 3-4 iulie, un bombardament de precizie al CJTF–OIR a distrus o secțiune lungă de 25 de metri a zidului medieval care înconjoară orașul vechi din Raqqa. Bombardamentul a fost executat pentru ca FDS să poată intra în sfârșit în fortificatul oraș vechi, încercându-se în același timp protejarea celei mai mari părți a zidului. Ca urmare, FDS au avansat în orașul vechi și au capturat Palatul fecioarelor, deși SIIL a opus o rezistență îndârjiă. Între timp, forțele sprijinite de coaliția internațională au continuat să facă progrese în alte părți din Raqqa, capturând jumătate din cartierul Hashim Bin al-Melek, în timp ce un atac major al Forțelor de Elită a reușit să preia din nou cartierul al-Sinaa de la Statul Islamic. Totuși, unii soldați mai puțin disciplinați ai Forțelor de Elită, demoralizați din cauza luptelor grele, s-au retras din oraș împotriva ordinelor comandamentului FDS și ale propriilor superiori. În ciuda acestui fapt, grosul Forțelor de Elită a rămas pe linia frontului.
Luptele grele din orașul vechi au continuat și în următoarele două zile, iar avansul FDS a fost lent, deși a beneficiat de un puternic sprijin aerian. Contraatacurile furibunde ale SIIL înăuntrul orașului și la sud de Raqqa au fost în general respinse, însă militanții wahhabiți au reușit să recucerească o parte din piața al-Hal. Lupte extrem de intense au avut loc și în vestul orașului, mai ales în cartierul al-Bareed, ambele tabere lansând atacuri repetate în încercarea de a câștiga teren. Pe 6 iulie, mass-media pro-FDS a afirmat că forțele coaliției au făcut progrese în vest și că apărarea SIIL dă semne că ar ceda. De asemenea, coaliția internațională condusă de Statele Unite a trimis mai multe arme, provizii și întăriri în Raqqa. Între timp, SIIL au pus o recompensă de aproximativ 4.000 $ USD pentru fiecare militar american sau luptător străin al FDS ucis.
Pe 7 iulie, forțele FDS au capturat satele Muhammad Aga și Al-Ajil, situate la sud-est de oraș. La acea dată, FDS controlau 75% din zidurile orașului Raqqa.

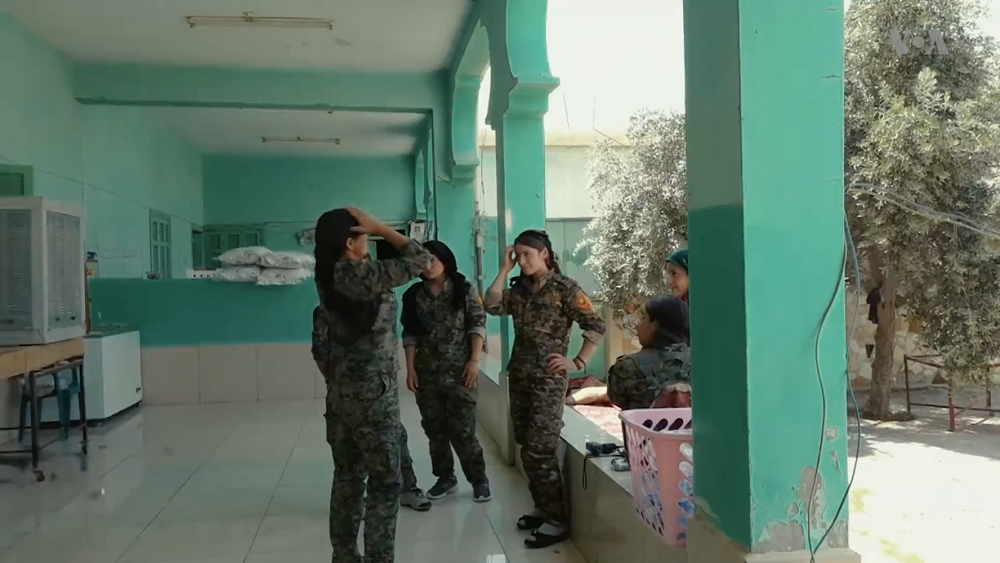
La luptă participă și luptătoare yazidite din YJÊ.

În zilele următoare au continuat luptele înverșunate din Raqqa, FDS capturând castelul Harun al-Rashid din orașul vechi și Piața al-Mazarie din vest. Pe 10 iulie, bătălia de la Raqqa a fost descrisă ca o „luptă disperată casă cu casă”, fără linii ale frontului, deoarece jihadiștii Statului Islamic se baricadau în mici puncte de rezistență foarte dificil de anihilat de către adesea nu foarte bine înarmații luptători ai FDS. Atacurile sinucigașe ale SIIL au împiedicat și ele avansul forțelor coaliției.
Acestea sunt zilele judecății. Lucrul cel mai măreț este să te înfățișezi umil în fața lui Dumnezeu. 
Progresul Forțelor Democratice Siriene a fost încetinit, conform unor rapoarte, și de dispute în cadrul organizației și de neîncrederea localnicilor față de coaliția anti-SIIL. Din cauza propagandei islamiste și a vechii neîncrederi între grupurile etnice din Siria, mulți arabi din Raqqa sunt îngrijorați de prezența kurzilor din sânul FDS. Pe 8 iulie, Observatorul Sirian pentru Drepturile Omului a raportat că miliția arabă Forțele de Elită s-ar fi retras din Raqqa pe fondul disputelor din interiorul FDS și al performanțelor uneori inferioare pe câmpul de luptă ale grupării; totuși, FDS au respins afirmațiile drept zvonuri neîntemeiate și au afirmat că Forțele de Elită sunt în continuare implicate în operațiune. Cu toate acestea, rapoartele despre presupusa retragere a Forțelor de Elită au amplificat neîncrederea populației locale față de FDS.
În timp ce avansul în Raqqa a încetinit, Forțele Democratice Siriene au făcut progrese la sud de Eufrat, pe 10 și 11 iulie, capturând două sate, inclusiv al-Ukeirshi, care servise drept bază militară majoră pentru SIIL.
În următoarele patru zile, FDS au reușit un avans major, consolidând cartierele al-Batani, Hisham Ben Abdel Malik, al-Bareed și al-Qasyeh, precum și circa 50% din orașul vechi; totuși, după contraatacuri dure ale SIIL, FDS au fost nevoite să abandoneze unele din zonele eliberate din orașul vechi și cartierele menționate. Între timp, comandantul coaliției internaționale, Stephen J. Townsend, a declarat că singurele opțiuni pentru luptătorii SIIL din Raqqa sunt „să se predea sau să fie uciși”.
Între 15 și 18 iulie, luptele s-au concentrat în special în cartierele vestice al-Tayyar și Yarmouk, precum și în cartierul Hisham bin Abdul Malik din sud-est, ambele tabere încercând să câștige/recâștige teren. Deși în final FDS s-au impus în aceste zone, coaliția nu a realizat nici un progres în est sau în orașul vechi, în timp ce pierderile de vieți umane în rândul FDS și al populației civile au crescut dramatic. Drept rezultat, FDS au început să-și schimbe strategia de luptă în est și orașul vechi, avansând mai lent și cu mai multă atenție, în scopul minimizării pierderilor și prevenirii distrugerii monumentelor istorice, precum moscheea abbasidă al-Atiq. În cursul luptelor a fost distrus un important cartier general și depozit de arme al Statului Islamic. Pe 20 iulie, SIIL au lansat intense contraatacuri în toate zonele în care FDS avansaseră în zilele anterioare.

### Cucerirea sudului orașului
În ciuda acestor contraatacuri continue, FDS au continuat să avanseze și în următoarele patru zile. Pe 24 iulie, coaliția a asigurat complet cartierele al-Romaniya, Hutteen, Qadisiyah, Yarmouk, Mashlab, al-Batani și al-Sinaa, preluând de asemenea sub control părți din Hisham bin Abdul Malik, al-Rawda, al-Rumaila, al-Muazzafin, al-Hamra și Nazlat Shehada, precum și din orașul vechi. Drept rezultat, FDS ocupau circa 41% din Raqqa. În acel moment, zona în care se concentrau luptele era sudul orașului, în cartierele Nazlat Shehada, Hisham bin Abdul Malik și al-Kournish. Pe 28 iulie, FDS au făcut progrese semnificative în vestul și sudul orașului, extinzându-și controlul teritorial la 50% din Raqqa. În timp ce luptele din zona centrală și de sud a Raqqăi au continuat, FDS au avansat în cartierul al-Nahdah din nord-vestul orașului, pe 30 iulie.

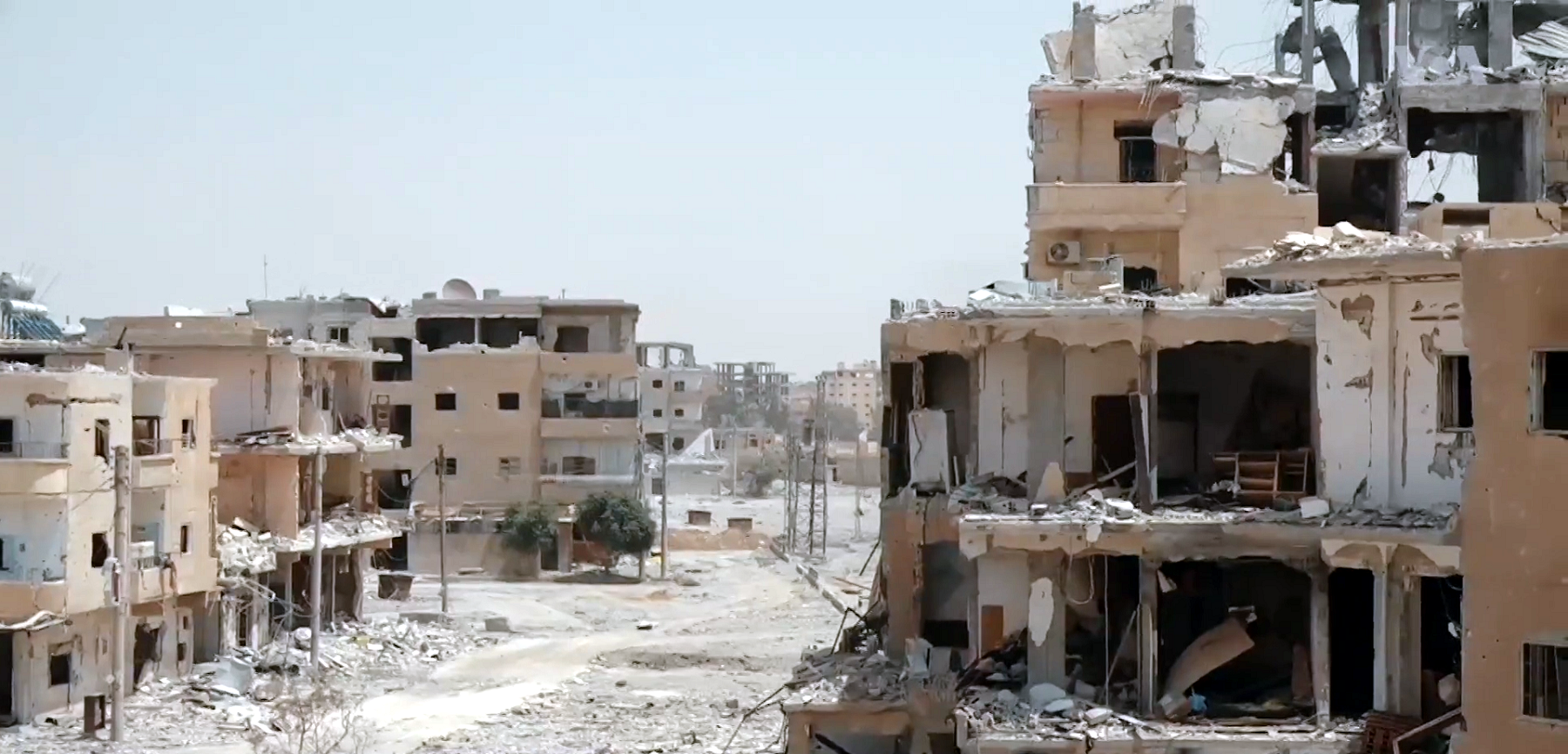
Cartier din Raqqa aproape complet distrus de lupte.

Între 1 și 3 august, FDS au capturat în sfârșit cartierele Hisham Ben Abel Malik și Nazlat Shhada, precum și alte poziții importante, securizând astfel cea mai mare parte din sudul Raqqăi. Statul Islamic a fost forțat să dea înapoi și în orașul vechi, pierzând controlul moscheii Uwais al-Qarni și al templului ‘Ammar Ben Yasser, ca și în nordul Raqqăi, unde FDS au cucerit circa 10km2 de teren. Drept rezultat al micșorării teritoriului lor și al bombardamentelor neîntrerupte, atât cei circa 2.000 militanți islamiști, cât și zeci de mii de civili încă prinși în zonele deținute de SIIL, au început să sufere din ce în ce mai acut din cauza penuriei de hrană, medicamente și apă potabilă, ceea ce a forțat SIIL să permită trecerea a aproximativ 3.000 de civili în zonele controlate de FDS, pentru a ușura situația. Mai mult, prognoza sumbră privind viitorul SIIL în Raqqa a început să submineze serios moralul unora din militanții sirieni ai grupării, care ar fi dorit să fugă sau să se predea luptătorilor FDS. Ei au rămas pe linia frontului, totuși, temându-se de mujahedinii străini ai Statului Islamic. Acești străini intenționează să transforme Raqqa în ultima lor redută și sunt gata să ucidă pe oricine dorește să se predea. S-a relatat că aceste elemente dure ale SIIL din Raqqa posedă arme chimice, pe care intenționează să le folosească indiferent de eventualele victime civile, dacă pozițiilor lor devin de neapărat.

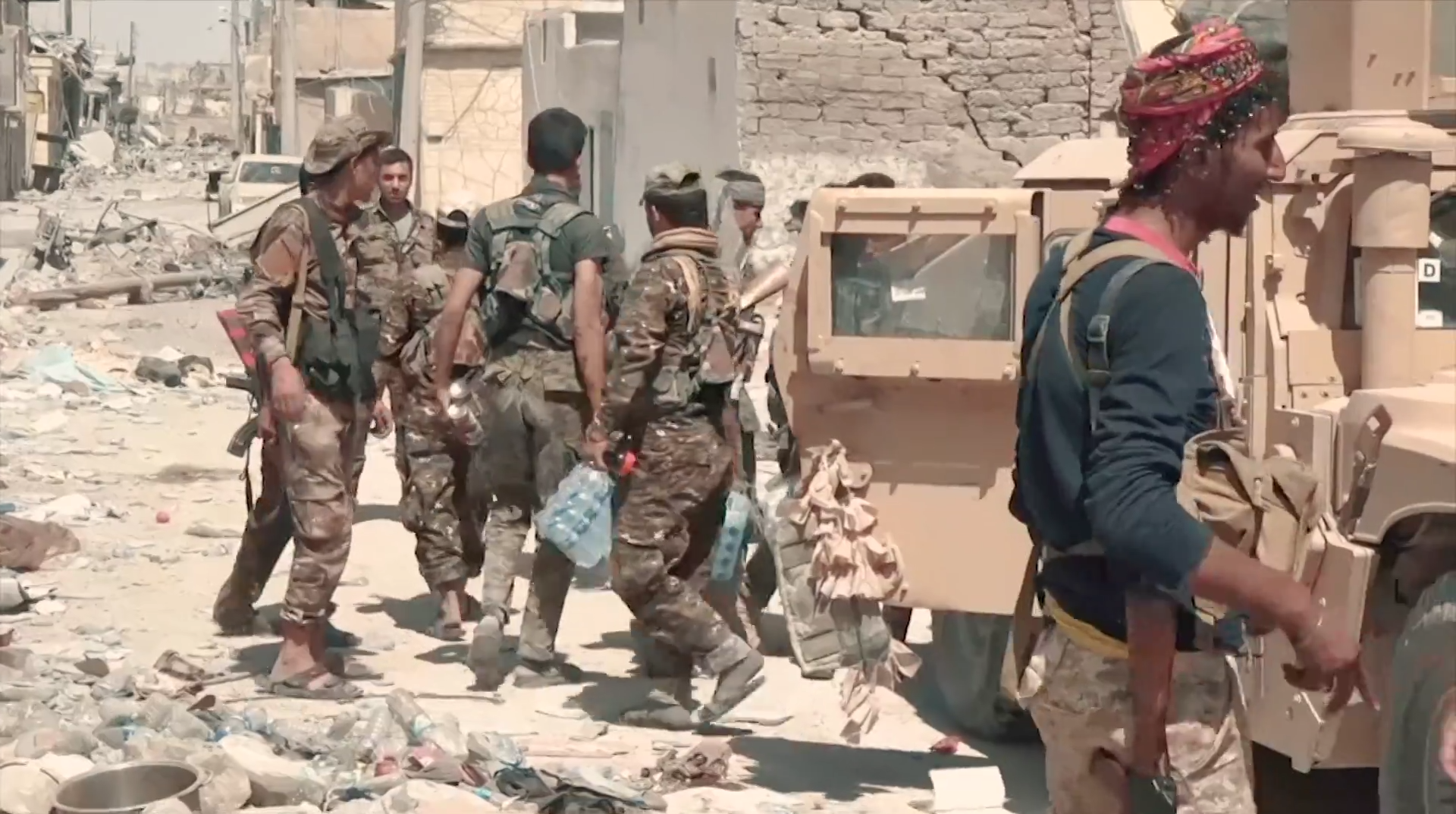
Luptători ai FDS cu un Humvee în centrul Raqqăi

Pe 6 August, FDS controlau circa 55% din Raqqa. În următoarele zile, FDS, sprijinite de noi întăriri, au alungat militanții SIIL din tot sudul orașului. Pe 10 august, fronturile de est și de vest alt FDS s-au unit în sud, tăindand astfel accestul jihadiștilor către fluviul Eufrat. Resturile forțelor SIIL au răspuns avansării FDS prin lansarea unor contraatacuri majore între 12 și 14 august, în încercarea de a recâștiga teren în nord-estul și sudul orașului. Deși atacurile nu au fost încununate de succes, ambele tabere au suferit pierderi grele.
În ciuda contraatacurilor SIIL, FDS au reușit să captureze în continuare zone din centrul istoric, crescând la circa 57% suprafața din Raqqa aflată sub controlul lor pe 14 august. Însă mare parte din Raqqa a suferit distrugeri importante în timpul luptelor, iar un activist din cartierele deținute de SIIL a informat că situația populației asediate este: „mai mult decât catastrofală, nu pot descrie situația ca altceva decât de iad. Oamenii își așteaptă rândul să moară”. În cursul zilelor următoare, FDS au eliminat ultimele puncte de rezistență ale SIIL din sudul orașului, iar pe 20 august au început să avanseze în cartierele aflate la nord de Hisham Ben Abel Malik și Nazlat Shhada.
Între 22 și 29 august, forțele FDS au capturat aproape întreaga vatră a orașului vechi din Raqqa, inclusiv câteva poziții strategice sau simbolice precum zona turnului cu ceas din Raqqa, folosită anterior de SIIL pentru execuții publice. Totuși, Statul Islamic a continuat să lupte îndârjit pentru cei aproximativ 10% din orașul vechi aflați încă sub controlul său, respectiv părți din cartierele al-Moror, al-Nahda și al-Mansour, precum și întreg cartierul al-Thaknah (baza fostelor clădiri „guvernamentale” ale SIIL). În cursul acestor confruntări dure, Adnan Abu Amjad, conducător al Consiliului Militar Manbij și comandant de prim rang al FDS, a fost ucis în luptă.
Pe 1 septembrie, FDS eliberaseră aproape tot orașul vechi, deși mai rămăseseră câteva puncte de rezistență ale SIIL pe aleea al-Busariyah și în Marea Moschee. Militanții SIIL baricadați în aceste locuri au fost până la urmă eliminați cu ajutorul unui elicopter Boeing AH-64 Apache al Statelor Unite și, pe 2 și 3 septembrie, întregul centru vechi a fost adus sub controlul FDS. De asemenea, forțele coaliției au avansat și în cartierele Al-Morour și Daraiya, care au fost capturate pe 6 septembrie. Pe 9 septembrie, controlul SIIL asupra Raqqăi s-a redus la circa 36%, respectiv cartierele Al-Andalus, Shamal Sekket al-Qitar, al-Huriyah, Teshreen și al-Tawaso’eiyah din nordul orașului. În afara acestora, Observatorul Sirian pentru Drepturile Omului a mai raportat puncte de rezistență ale SIIL în nouă din cartierele deținute în mare parte de FDS.

### Lupta pentru nord și ultimele puncte de rezistență

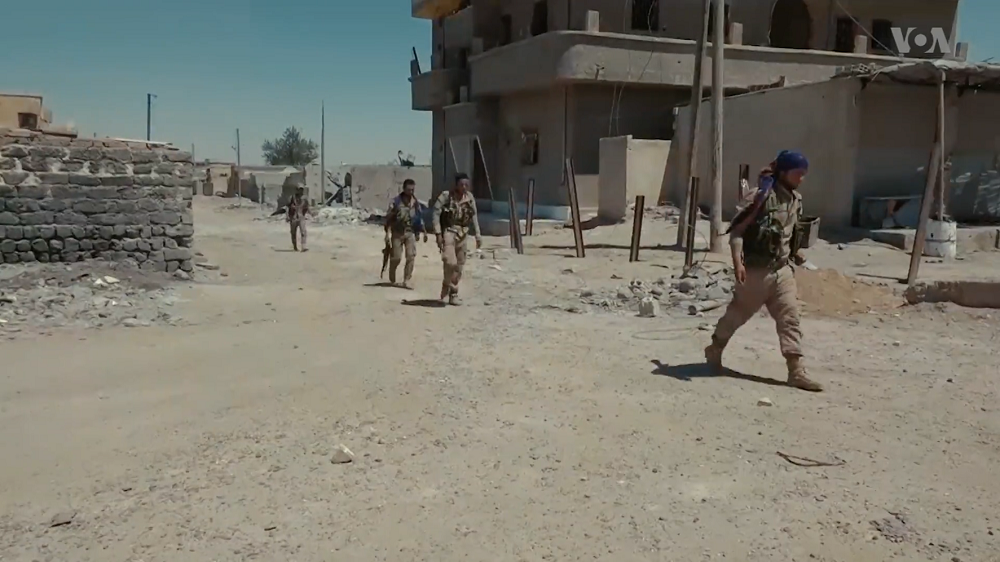
Luptători ai FDS în Raqqa, în iulie 2017.

Pe 14 septembrie, FDS au securizat compet al-Thaknah, „unul din cele mai importante cartiere [din Raqqa]”, după o luptă care a durat 24 de ore. Odată al-Thaknah capturat, FDS controlau 70% din Raqqa. La acea dată, situația celor 300-400 de luptători SIIL rămași în oraș devenise disperată, lipsindu-le apa potabilă, hrana, muniția și armele; unii dintre ei au fost trimiși să se strecoare în teritoriile controlate de FDS pentru a obține de acolo proviziile necesare. Cu toate acestea, mulți jihadiști au refuzat ideea predării și au lansat în schimb atacuri sinucigașe împotriva forțelor coaliției atunci când pozițiile lor au devenit de neapărat. Rezistența finală a SIIL s-a concentrat în nordul orașului și în enclave din sud-estul și centrul orașului. Activiștii au criticat faptul că forțele coaliției împotriva Statului Islamic au făcut prea puțin pentru a evita pierderile civile în această etapă a luptelor. Deși s-a luat în considerare că gruparea folosea civili pe post de scuturi umane, activiștii au mai reclamat că nici FDS, nici CJTF–OIR, n-au luat „măsuri extraordinare pentru a ajuta civilii care încearcă să fugă din oraș”, Forțele Aeriene Americane bombardându-i în schimb fără discriminare pe cei care încercau să scape cu ajutorul bărcilor sau mașinilor.
Aceste lovituri aeriene au slăbit totuși în mod decisiv apărarea din ultimele redute ale SIIL. Raidurile aeriene ale U.S. Air Force din 20 septembrie au obligat SIIL să se retragă din ultimele cinci cartiere nordice în zona centrală a orașului, pe care militanții o considerau mai sigură. În consecință, cea mai mare parte a nordului orașului Raqqa a fost ocupată de FDS fără să întâlnească o rezistență puternică, ceea ce a însemnat că 90% din oraș se afla acum sub controlul coaliției internaționale. În ziua următoare, ultimele puncte de rezistență ale SIIL au fost reduse la ascunzișuri în pivnițe și tuneluri, FDS începând operațiunile de curățare a acestora de militanți. Luptele au continuat la spital, unde jihadiștii SIIL dețineau ostatici, la un stadion de sport, unde militanții stocaseră armament, și în jurul silozurilor de cereale din nordul orașului.
Pe 22 septembrie s-a raportat inițial că Statul Islamic a fost complet eliminat din Raqqa, dar FDS au clarificat ulterior că militanții controlează încă sau cel puțin sunt prezenți în 20-25% din oraș.
Nu vom pleca până nu vom transforma orașul în alt Kobane. Vom părăsi Raqqa doar când ultimul dintre noi va muri. 
În următoarele zile, lupte grele au continuat pentru zone din nordul, vestul, centrul și sud-vestul orașului în care SIIL avea încă o prezență importantă. Avansul împotriva acestor puncte de rezistență a fost lent, în multe cazuri grupuri mici de militanți sau chiar indivizi izolați așteptând în ascunzătorile lor ca forțele FDS să se apropie pentru a putea deschide focul. Adesea, luptătorii FDS, nu foarte bine echipați pentru o astfel de gherilă urbană, nu au putut asigura singuri astfel de ascunzători fortificate și minate fără să riște pierderi umane disproporționate. Din acest motiv, au fost obligați să solicite sprijin aerian; „din nou și din nou clădiri întregi sunt distruse pentru a ucide un singur luptător [SIIL]”. În alte cazuri, atentatori sinucigași ai SIIL s-au deghizat ca civili sau chiar ca membri ai FDS pentru a lansa atacuri surpriză. Pe 26 septembrie, spre exemplu, zeci de militanți SIIL purtând însemne ale YPG au reușit să infiltreze pozițiile FDS din nord-estul orașului și au ucis cel puțin 28 de luptători ai coaliției înainte de a fi și ei uciși. Numărul exact al jihadiștilor Statului Islamic încă activi în Raqqa în acel moment nu era cunoscut cu exactitate, estimările variind între circa 400 (conform trupelor FDS din zonă), 400–900 (estimare a Departamentului Apărării al SUA) și 700 luptători și 1.500 militanți pro-SIIL (informații obținute de la foști membri ai Statului Islamic). În timp ce era de așteptat ca mujahedinii străini să lupte până la capăt, sute de arabi sirieni membri ai SIIL fugiseră deja din Raqqa deghizați ca civili.
Luptele dintre unitățile FDS care avansau și punctele de rezistență ale Statului Islamic au fost dure în special în zona sensului giratoriu Naim din centrul Raqqăi, poreclit din acest motiv „cercul iadului”. Pe lângă acesta, lupte grele s-au dat și în alte puncte fortificate ale SIIL: la Spitalul Național, unde militanții SIIL aveau unul din cartierele generale și dețineau ostatici; la stadion, unde militanții stocaseră armament; în jurul silozurilor de cereale din nordul orașului. Din cauza rezistenței îndârjite a Statului Islamic, în jur de 50% din Raqqa a fost „complet distrusă” până pe 28 septembrie.
Pe 14 octombrie s-a făcut public faptul că FDS și jihadiștii SIIL au încheiat o înțelegere care a permis evacuarea cu autobuzele a circa 400 de civili, inclusiv familii ale militanților SIIL din oraș. FDS au anunțat că înțelegerea nu se aplică și luptătorilor străini ai Statului Islamic. Conform acelorași surse, circa 100 de militanți se predaseră anterior forțelor FDS. A doua zi, pe 15 octombrie, FDS au anunțat „faza finală” a bătăliei, nume de cod „Bătălia Martirului Adnan Abu Amjad”, pentru a captura restul punctelor de rezistență ale SIIL din cele 10% din oraș încă ocupate de gruparea teroristă.
Pe 17 octombrie, FDS au lansat un atac în cursul nopții și au capturat Spitalul Național, avansând apoi spre stadion, ultimul obiectiv deținut încă de jihadiști. Conform FDS, 22 de luptători străini ai Statului Islamic au fost uciși la spital. Stadionul a fost și el capturat în scurt timp, marcând completa înfrângere a SIIL în Raqqa.

### Încheierea operațiunilor militare majore
La scurtă vreme după capturarea ultimelor puncte de rezistență ale SIIL, colonelul Talal Silo, purtătorul de cuvânt al FDS, a declarat că „Operațiunile militare majore în Raqqa s-au încheiat, dar [FDS] curăță acum orașul de celule teroriste în adormire - dacă există - și de mine”.
Între timp, Națiunile Unite s-au declarat gata să intervină în Raqqa, anunțând că principala prioritate sunt cei circa 300.000 de civili care au fugit din oraș și aflați într-o „enormă” nevoie în taberele de refugiați din vecinătate. Organizația Save the Children a avertizat și ea că „ofensiva militară în Raqqa a ajuns la sfârșit, dar criza umanitară este mai gravă ca niciodată”.
Într-o ceremonie oficială organizată pe 20 octombrie 2017, Forțele Democratice Siriene au declarat „totala eliberare” a orașului. Ceremonia s-a desfășurat pe stadionul din Raqqa, transformat anterior de jihadiști în cea mai mare închisoare din localitate și devenit apoi ultimul punct de rezistență al acestora. Comandanți ai FDS au declarat CNN că locul de desfășurare a ceremoniei a fost special ales „pentru a adăuga și o insultă” loviturii primite de Statul Islamic prin înfrângerea de acolo. În timpul ceremoniei, colonelul Talal Silo a declarat o „victorie istorică” asupra SIIL și a adăugat că grupul extremist a suferit o înfrângere „brutală”. El i-a elogiat apoi pe cei uciși sau răniți în bătălie, facțiunile siriene care au făcut posibilă victoria și pe actorii internaționali care au sprijinit coaliția Forțelor Democratice Siriene. Purtătorul de cuvânt al FDS a afirmat că, odată ce vor lua sfârșit operațiunile de curățire a orașului de mine, dispozitive explozive improvizate și de eventualii militanți jihadiști rămași, controlul Raqqăi va fi predat unui consiliu civil alcătuit din lideri locali, iar FDS vor garanta protecția orașului și a provinciei.
Forțele Democratice Siriene au făcut publică dorința lor ca Raqqa și provincia înconjurătoare să fie plasate pe viitor „în cadrul unei Sirii descentralizate, federale și democratice”. Ideea federalizării țării a fost anterior vehement respinsă de Turcia și de regimul sirian de la Damasc și descurajată de Statele Unite.
Statele Unite s-au angajat să preia conducerea operațiunilor de evacuare a cantităților enorme de moloz rezultate în urma luptelor și de restabilire a serviciilor de bază din oraș, însă costurile necesare pentru reconstrucția Raqqăi au fost estimate la miliarde de dolari. 

## Reacții internaționale

### Statele Unite
Într-o declarație de presă din 20 octombrie 2017 a Departamentului de Stat al Statelor Unite, Secretarul de Stat Rex Tillerson a felicitat „poporul sirian și Forțele Democratice Siriene, inclusiv Coaliția Arabă Siriană, pentru eliberarea Raqqăi”. În aceeași zi, FDS au fost felicitate și printr-un comunicat de presă al coaliției internaționale conduse de Statele Unite.

### Rusia
General-maiorul Igor Konașenkov, purtătorul de cuvânt al Ministerului Rus al Apărării, a afirmat că „Raqqa a moștenit soarta Dresdei în 1945, ștearsă de pe fața pământului de bombardamentele anglo-americane”.